# Куново (Куявсько-Поморське воєводство)
Куново (пол. Kunowo, нім. Kunau) — село в Польщі, у гміні Моґільно Моґіленського повіту Куявсько-Поморського воєводства.
Населення — 254 особи (2011).
У 1975-1998 роках село належало до Бидгощського воєводства.

## Демографія
Демографічна структура станом на 31 березня 2011 року:
|          | Загалом | Допрацездатний вік | Працездатний вік | Постпрацездатний вік |
| -------- | ------- | ------------------ | ---------------- | -------------------- |
| Чоловіки | 128     | 31                 | 87               | 10                   |
| Жінки    | 126     | 27                 | 73               | 26                   |
| Разом    | 254     | 58                 | 160              | 36                   |